# Явороватий
Яворова́тий — заповідне урочище місцевого значення в Україні. Об'єкт природно-заповідного фонду Івано-Франківської області. 
Розташоване на території Надвірнянського району Івано-Франківської області, на південь від села Зелена. 
Площа 19,5 га. Статус надано згідно з рішенням облвиконкому від 15.01.1979 року № 13. Перебуває у віданні ДП «Надвірнянський лісгосп» (Зеленське л-во, кв. 35, вид. 14, 24). 
Статус присвоєно для збереження частини лісового масиву з насадженнями сосни кедрової. Резерват розташований на північних схилах гори Кізійський Горган (масив Горгани).